# Hans-Jörg Mauser
Hans-Jörg Mauser (* 12. November 1927 in Stuttgart; † 16. März 2012) war ein deutscher Politiker (CDU).

## Leben
Hans-Jörg Mauser besuchte von 1938 bis 1943 das Eberhard-Ludwigs-Gymnasium Stuttgart. Von 1943 bis 1945 musste er zum Reichsarbeitsdienst, er wurde noch Soldat und geriet in Kriegsgefangenschaft. 1946 und 1947 besuchte er noch einmal das Gymnasium und schloss es 1947 mit dem Abitur ab. Von 1948 bis 1952 absolvierte Mauser ein Studium der Rechtswissenschaft und der Volkswirtschaft an der Eberhard Karls Universität in Tübingen. Nach Abschluss des Studiums arbeitete der promovierte Jurist zunächst als Rechtsanwalt. 1965 wechselte er in den Landtag in Stuttgart als parlamentarischer Berater, bevor er am 1. Oktober 1966 Landrat des Landkreises Hechingen wurde. Während seiner Amtszeit wurde die Kreisklinik Hechingen und das Berufsschulzentrum im Hechinger Schulviertel erbaut. Bei der Kreisreform 1973 wurde der Landkreis Hechingen aufgelöst und das Gros der Gemeinden dem neugebildeten Zollernalbkreis zugeschlagen, wodurch Mausers Amtszeit als Landrat endete. Mauser war anschließend von 1973 bis 1975 erster Regierungspräsident des Regierungsbezirks Tübingen. Unter Hans Filbinger wurde er 1975 zum Ministerialdirektor und stellvertretenden Finanzminister berufen. In dieser Zeit war Mauser Mitglied mehrerer Aufsichtsgremien von Sparkassen und Banken. 1977 wurde Mauser zum Vorstandsvorsitzenden der BaKoLa, einem Vorgängerinstitut der LBBW, berufen. Diese Position bekleidete er bis 1986. In den letzten Jahren lebte er mit seiner Frau, mit der er seit 1954 verheiratet war, in Hechingen, er hatte zwei Töchter und einen Sohn.
Er war Mitglied der katholischen Studentenverbindung AV Cheruskia Tübingen im CV.